# Rio Jacuipe (vattendrag i Brasilien)
Rio Jacuipe är ett vattendrag i Brasilien.   Det ligger i delstaten Pernambuco, i den östra delen av landet, 1 600 km nordost om huvudstaden Brasília.